# Macroglossum
Genre

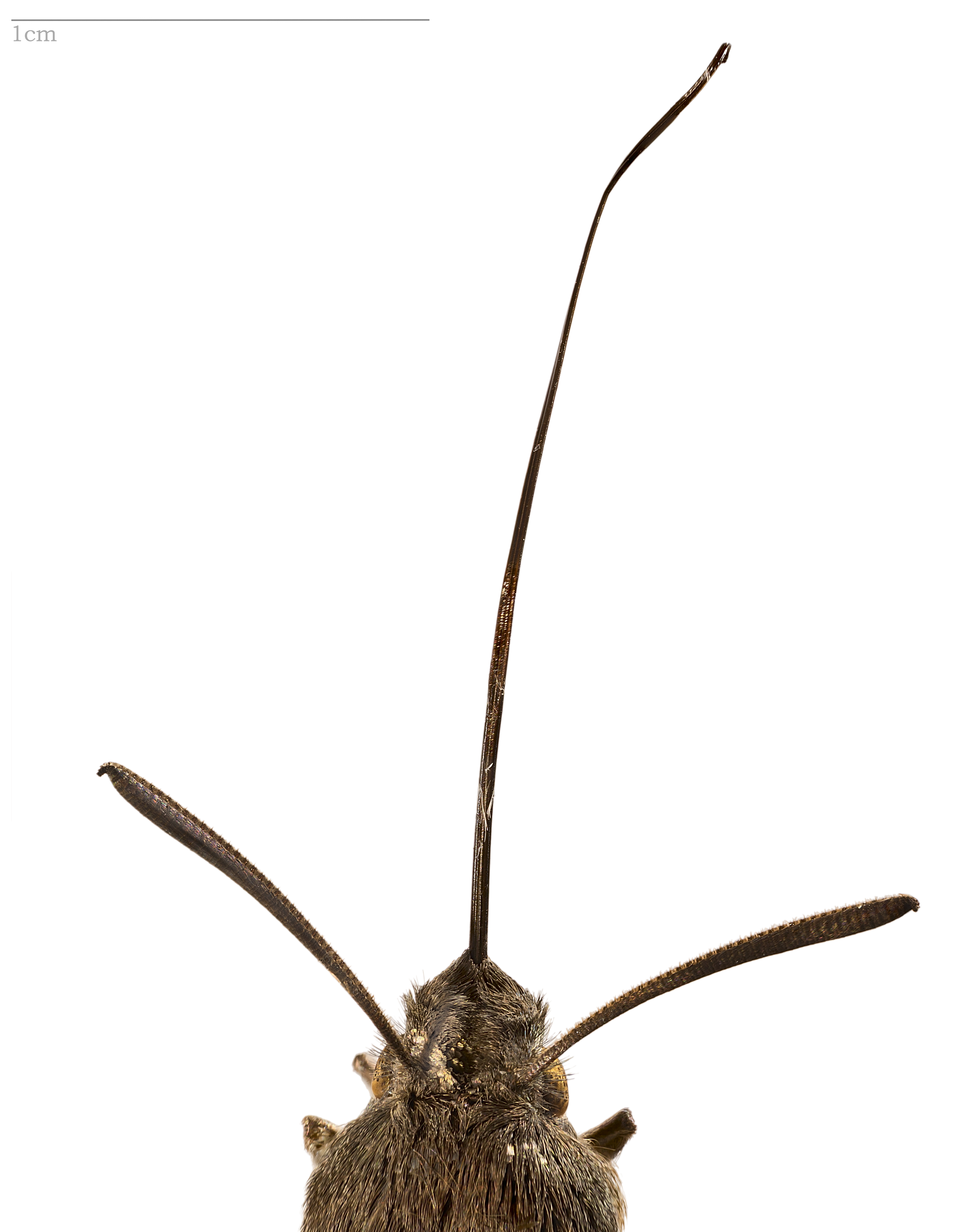
Macroglossum : littéralement : longue langue

Macroglossum est un genre de lépidoptères de la famille des Sphingidae, de la sous-famille des Macroglossinae et de la tribu des Macroglossini.

## Systématique
- Le genre Macroglossum a été décrit par l’entomologiste italien Giovanni Antonio Scopoli en 1777. Étymologie : du grec ancien γλῶσσα (glôssa) « langue » et μακρύς (makris) « longue » ; référence à la longueur de la trompe de ce genre de papillons.
- L’espèce type pour le genre est Macroglossum stellatarum (Linnaeus, 1758)[1].

### Synonymie
- Bombylia Hübner, 1806[2]
- Macroglossa Ochsenheimer, 1816[3]
- Psithyros Hübner, 1819[4]
- Bombylia Hübner, 1822[5]
- Macroglossa Boisduval, 1833[6]
- Rhamphoschisma Wallengren, 1858[7]
- Rhopalopsyche Butler, 1875

## Taxinomie
Liste des espèces
- Macroglossum aesalon Mabille, 1879
- Macroglossum affictitia Butler, 1875
- Macroglossum alcedo Boisduval, 1832
- Macroglossum aquila (Boisduval, 1875)
- Macroglossum augarra Rothschild, 1904
- Macroglossum avicula Boisduval, 1875
- Macroglossum belis (Linnaeus, 1758)
- Macroglossum bifasciata (Butler, 1875)
- Macroglossum bombylans Boisduval, 1875
- Macroglossum corythus Walker, 1856
- Macroglossum dohertyi (Rothschild, 1894)
- Macroglossum faro (Cramer, 1780)
- Macroglossum fritzei Rothschild et Jordan, 1903
- Macroglossum glaucoptera Butler, 1875
- Macroglossum gyrans Walker, 1856
- Macroglossum heliophila (Boisduval, [1875])
- Macroglossum hemichroma Butler, 1875
- Macroglossum hirundo (Boisduval, 1832)
- Macroglossum insipida (Butler, 1875)
- Macroglossum joannisi Rothschild et Jordan, 1903
- Macroglossum lepidum Rothschild et Jordan, 1910
- Macroglossum marquesanum (Collenette, 1935)
- Macroglossum mediovitta Rothschild et Jordan, 1903
- Macroglossum micacea (Walker, 1856)
- Macroglossum milvus Boisduval, 1833
- Macroglossum mitchelli Ménétries, 1857
- Macroglossum multifascia (Rothschild et Jordan, 1903)
- Macroglossum nubilum Rothschild et Jordan, 1903
- Macroglossum passalus (Drury, 1773)
- Macroglossum piepersi Dupont, 1941
- Macroglossum prometheus (Boisduval, 1875)
- Macroglossum pseudungues Holloway, 1987
- Macroglossum pyrrhosticta Butler, 1875
- Macroglossum rectans Rothschild et Jordan, 1903
- Macroglossum saga Butler, 1878
- Macroglossum semifasciata Hampson, 1892
- Macroglossum sitiene (Walker, 1856)
- Macroglossum stellatarum (Linnaeus, 1758) — Moro-sphinx
- Macroglossum sylvia Boisduval, 1875
- Macroglossum tenebrosa T.P. Lucas, 1891
- Macroglossum trochilus (Hübner, 1824)
- Macroglossum troglodytus Boisduval, 1875
- Macroglossum ungues Rothschild et Jordan 1903
- Macroglossum vacillans (Walker, 1865)
- Macroglossum variegatum Rothschild et Jordan, 1903.

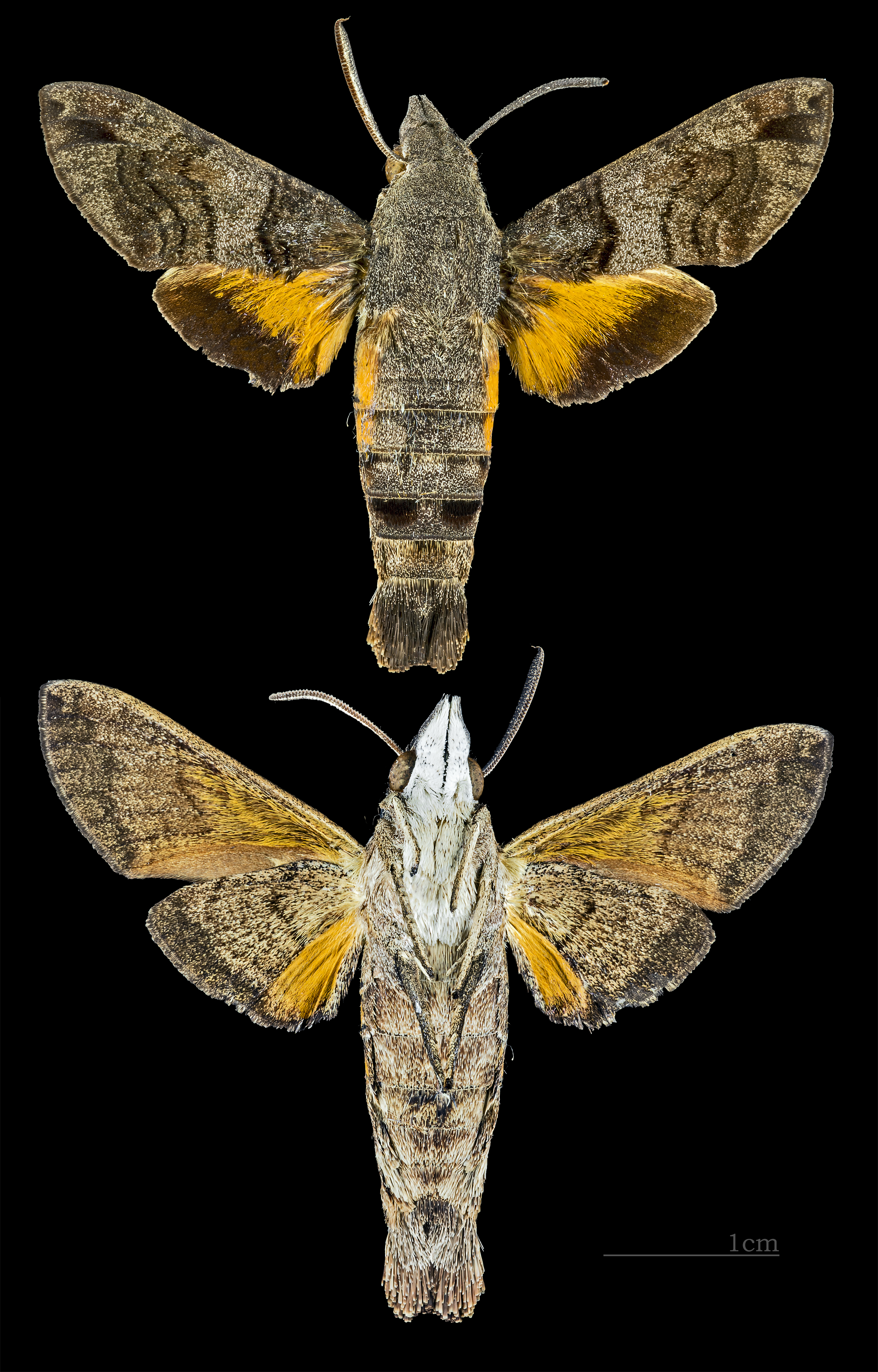
Macroglossum affictitia
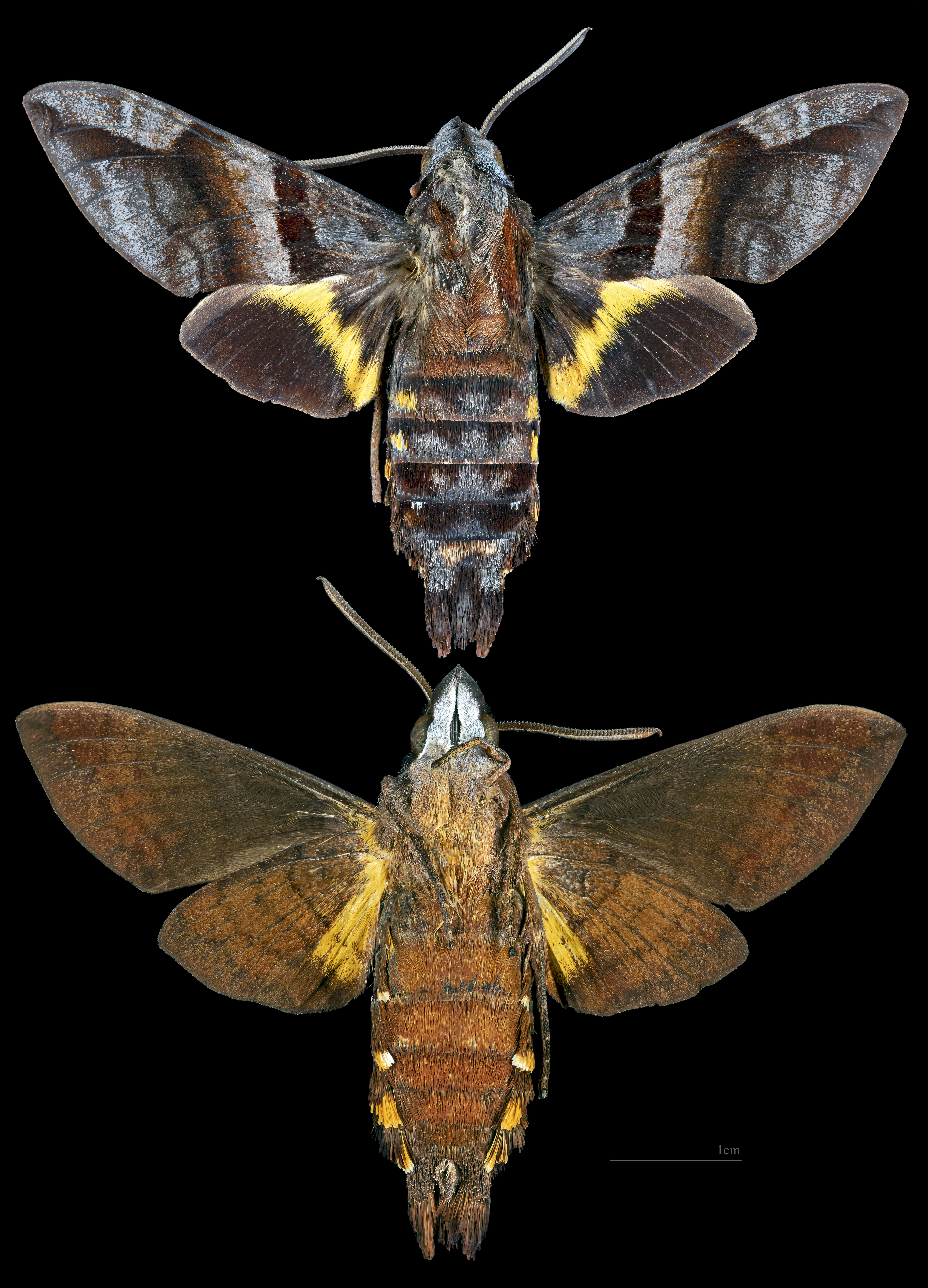
Macroglossum augarra
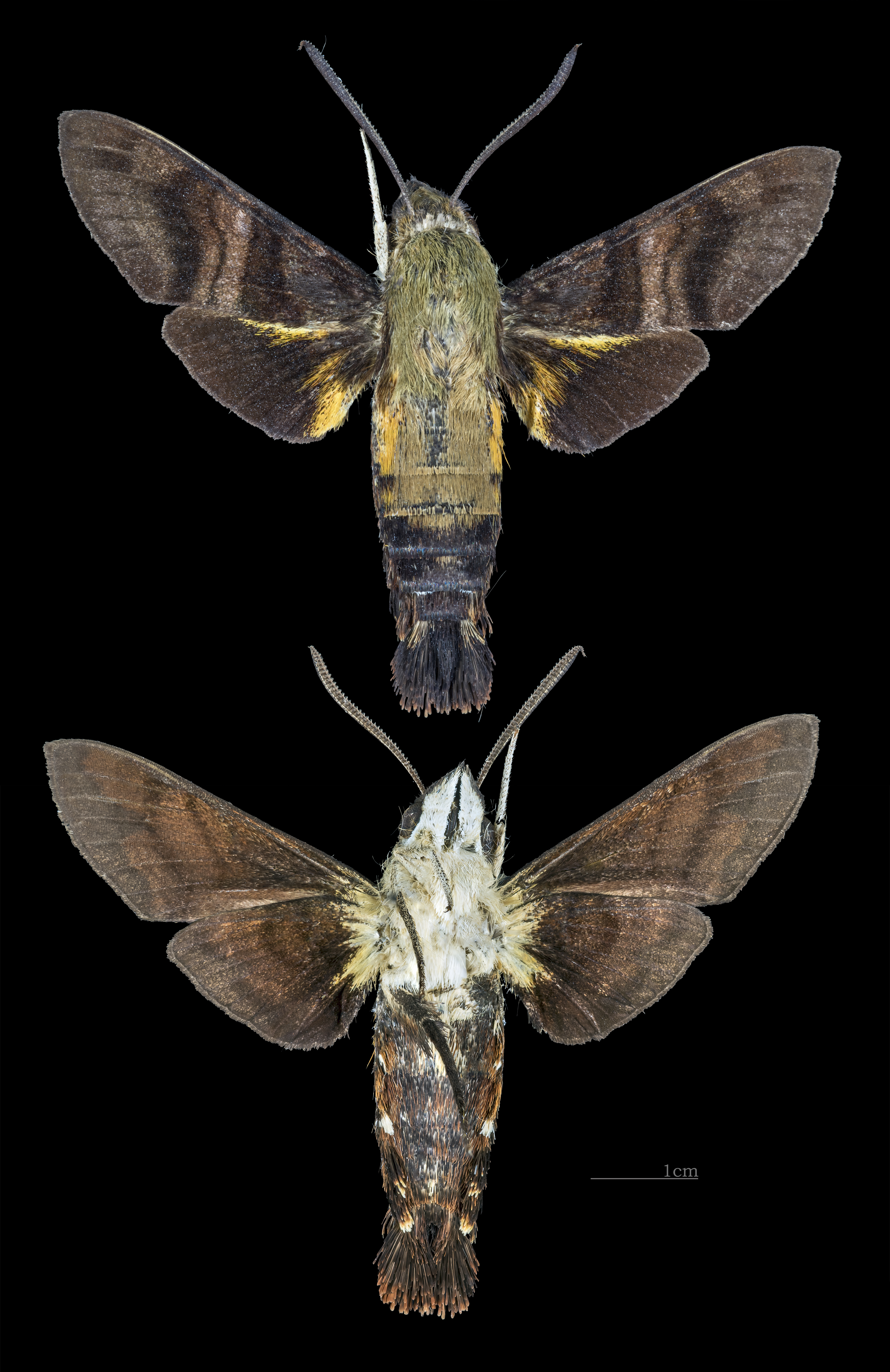
Macroglossum avicula
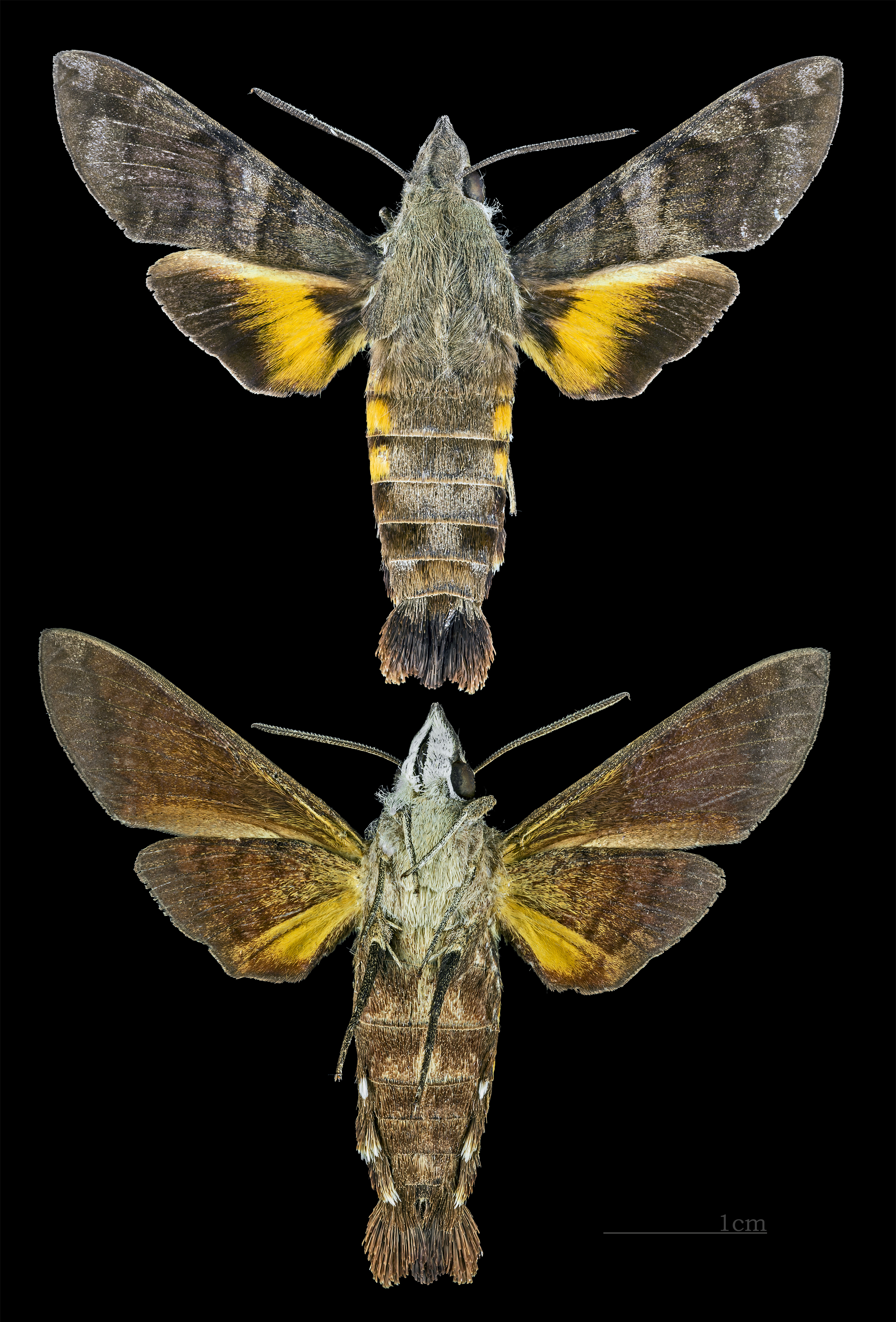
Macroglossum belis
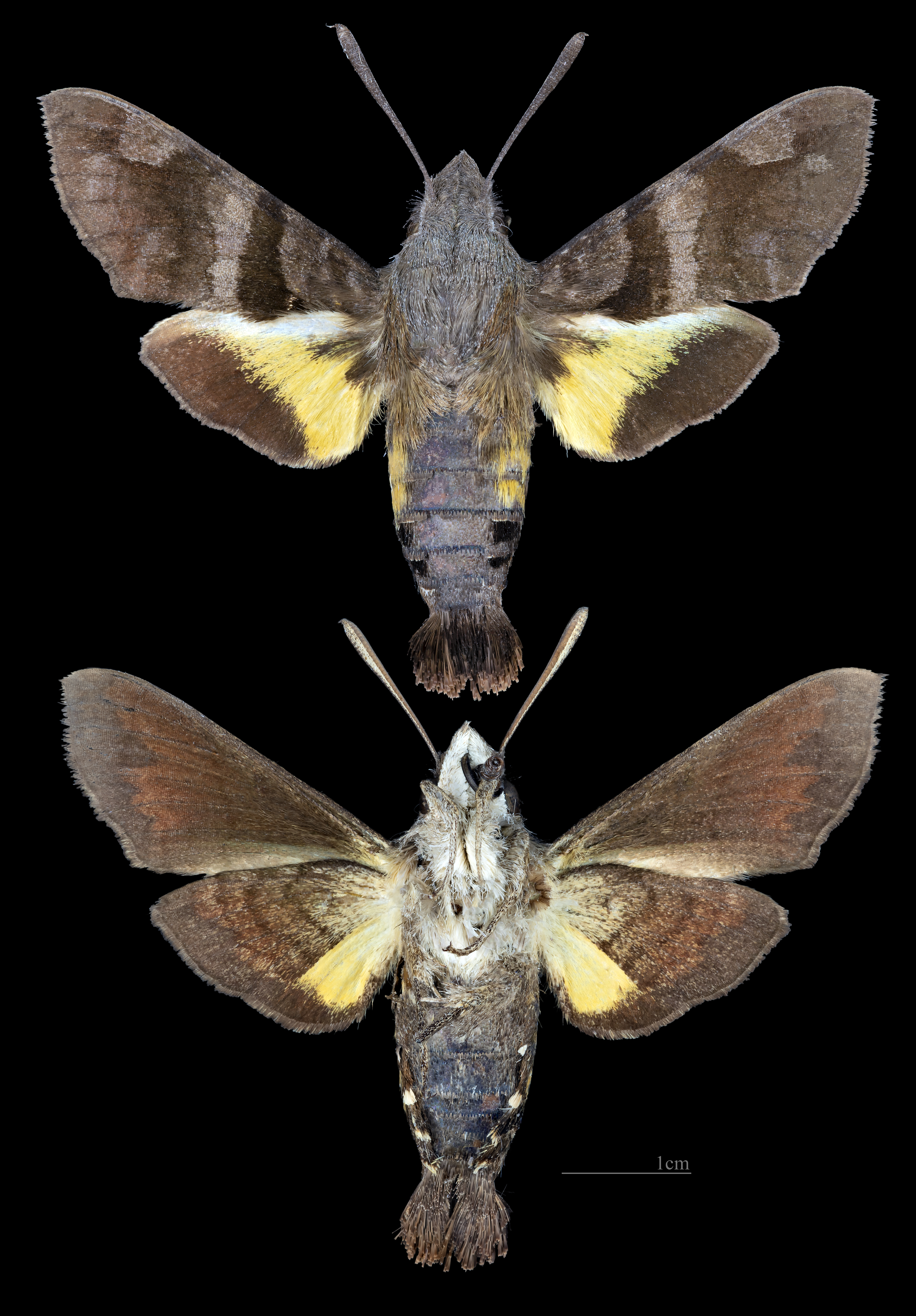
Macroglossum bifasciata
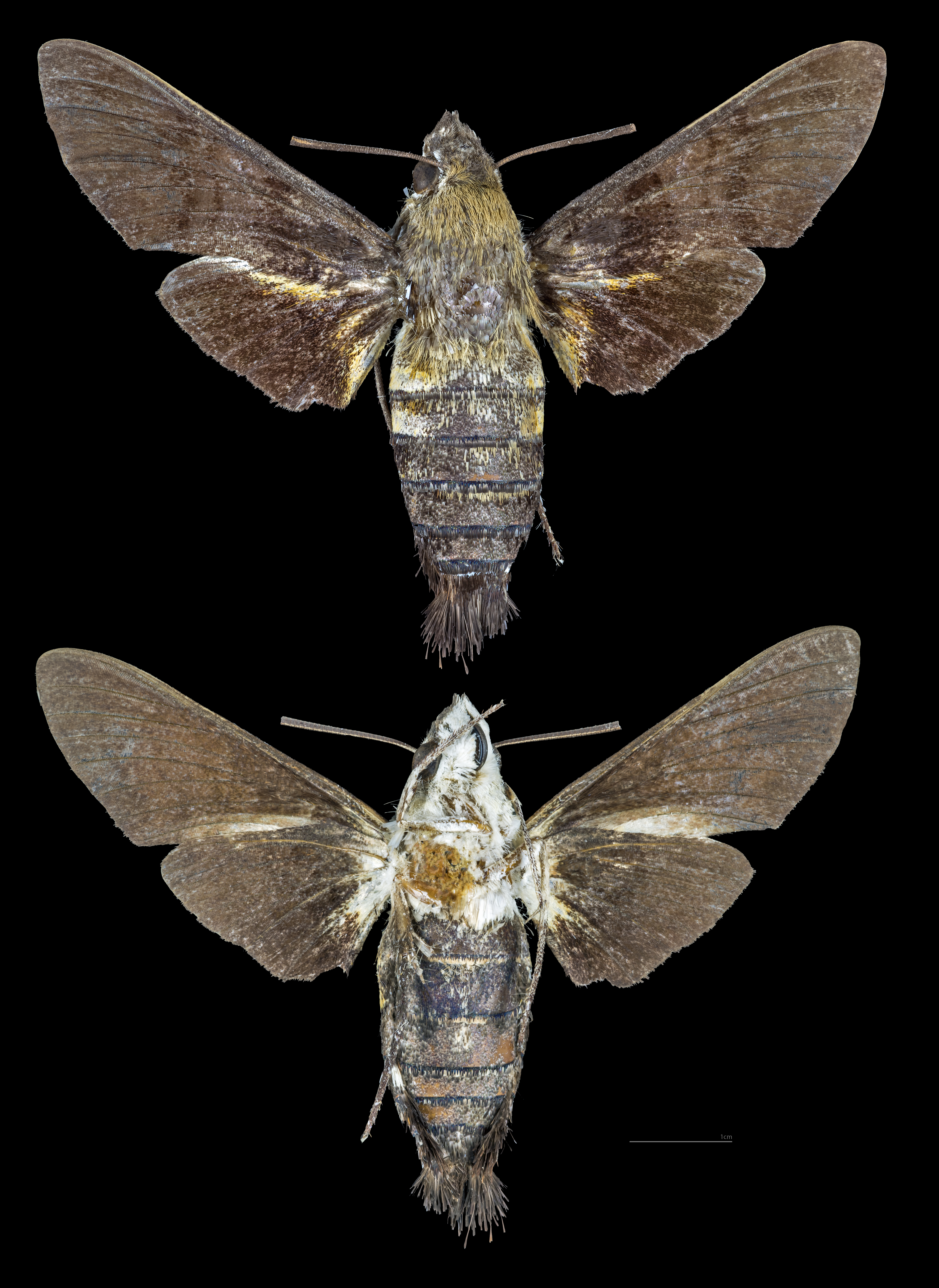
Macroglossum bombylans
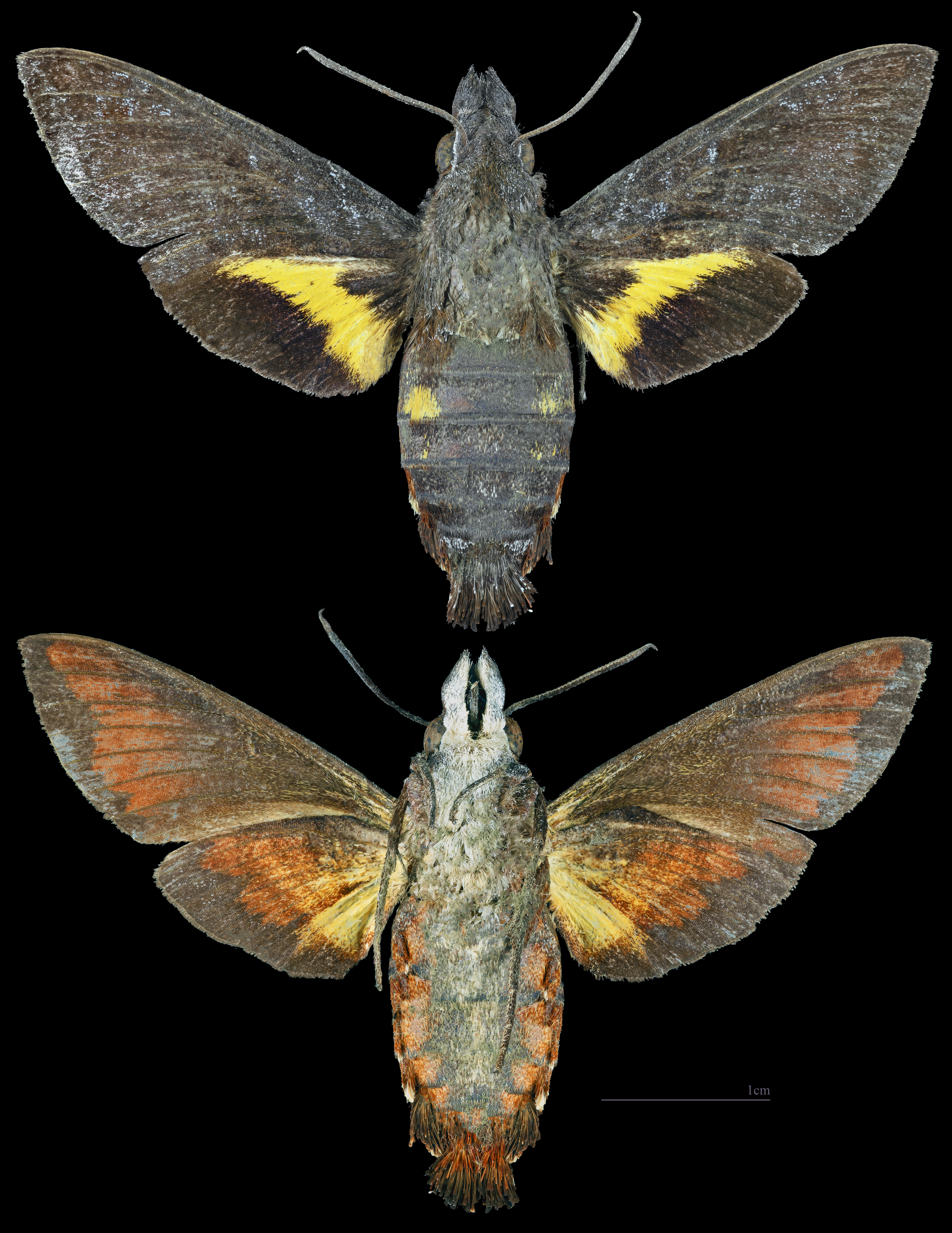
Macroglossum caldum
Macroglossum corythus
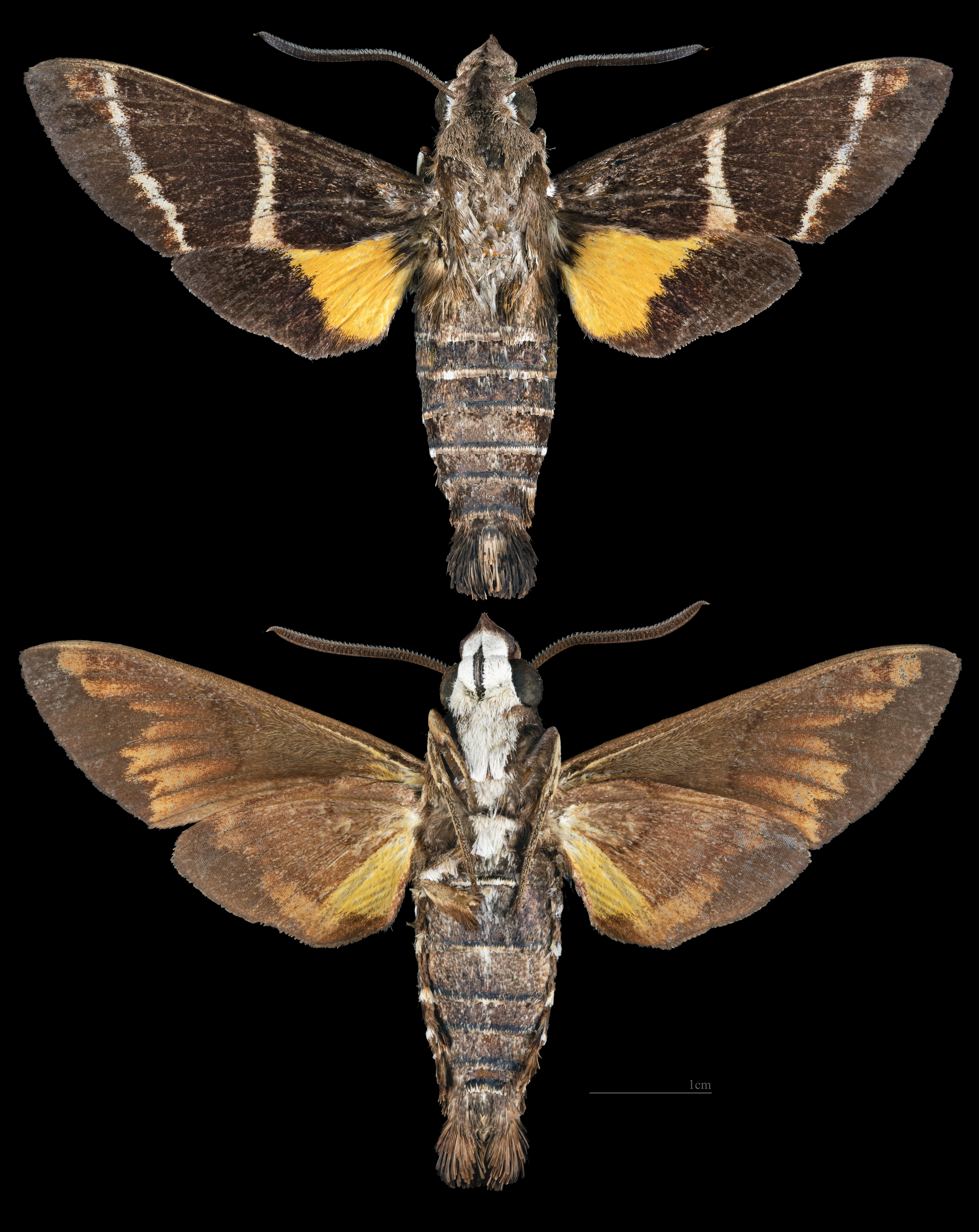
Macroglossum dohertyi
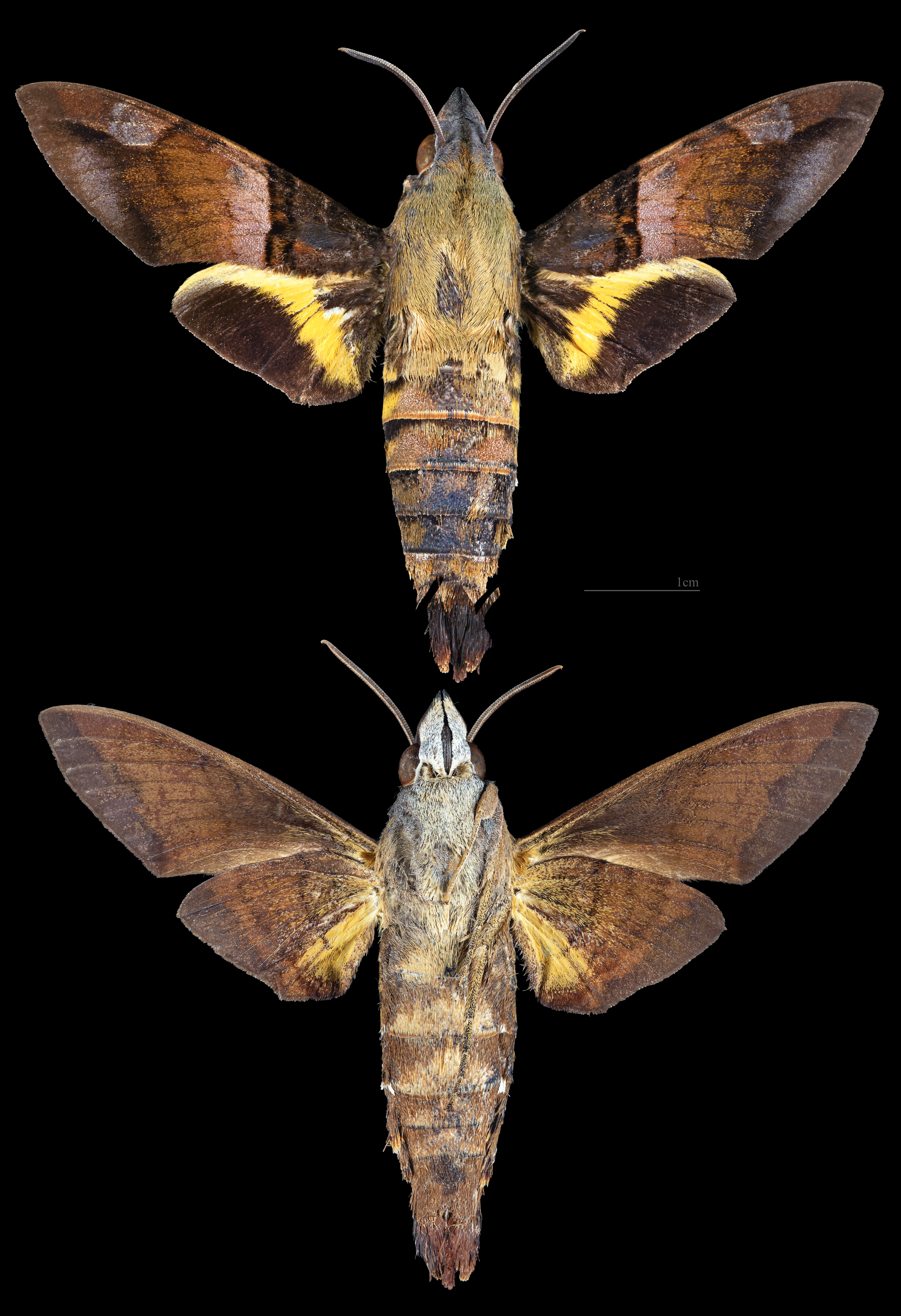
Macroglossum faro
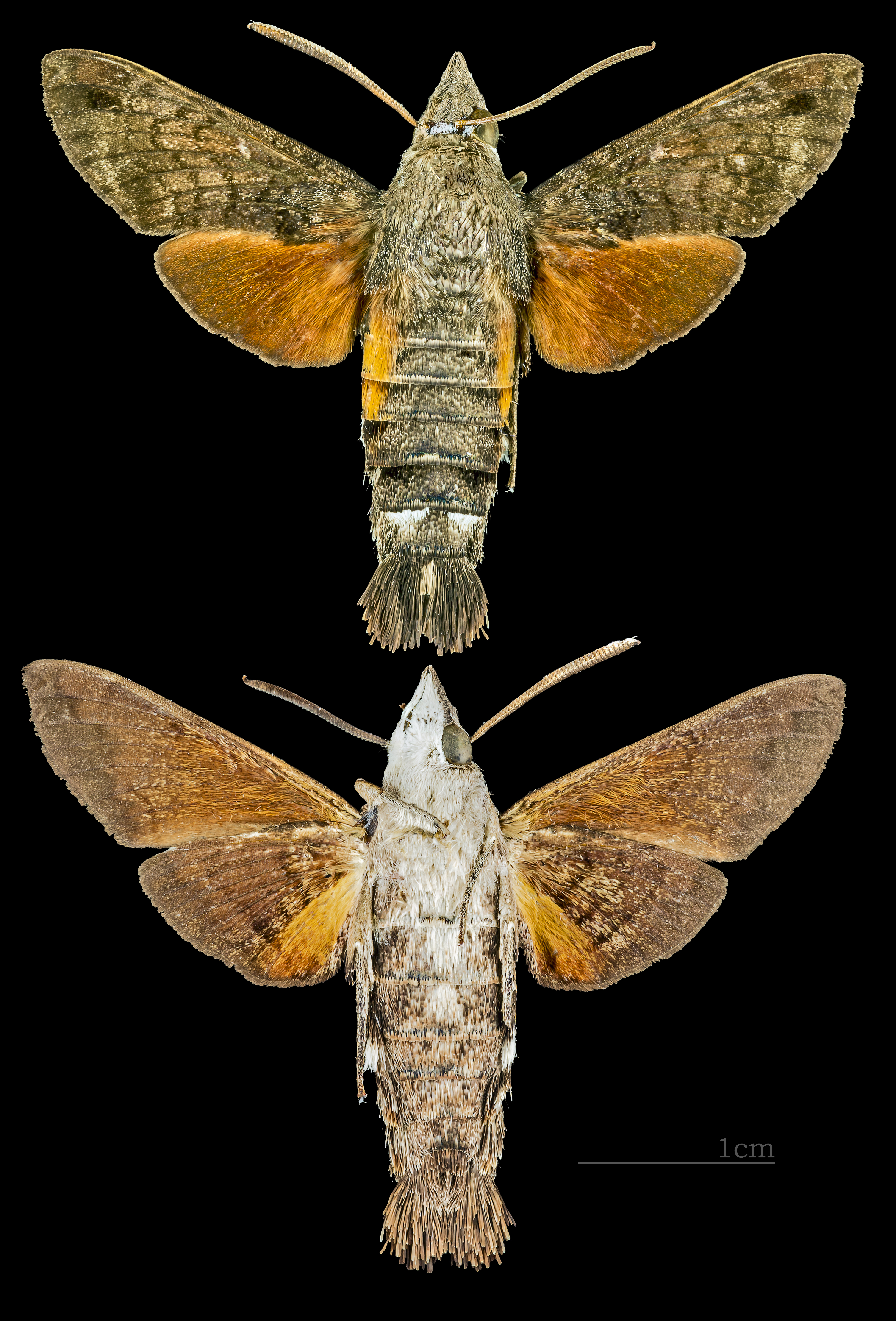
Macroglossum gyrans
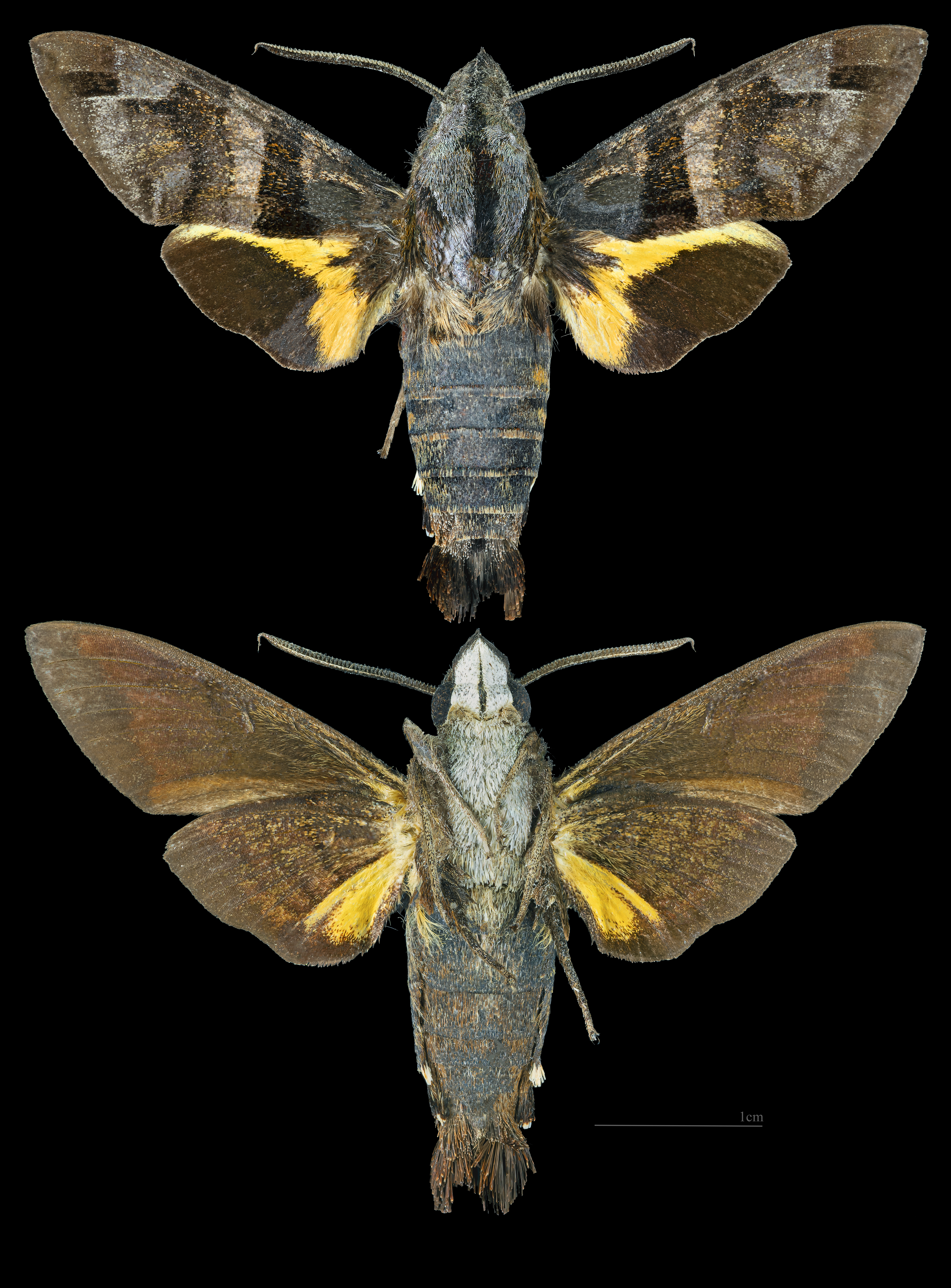
Macroglossum heliophila
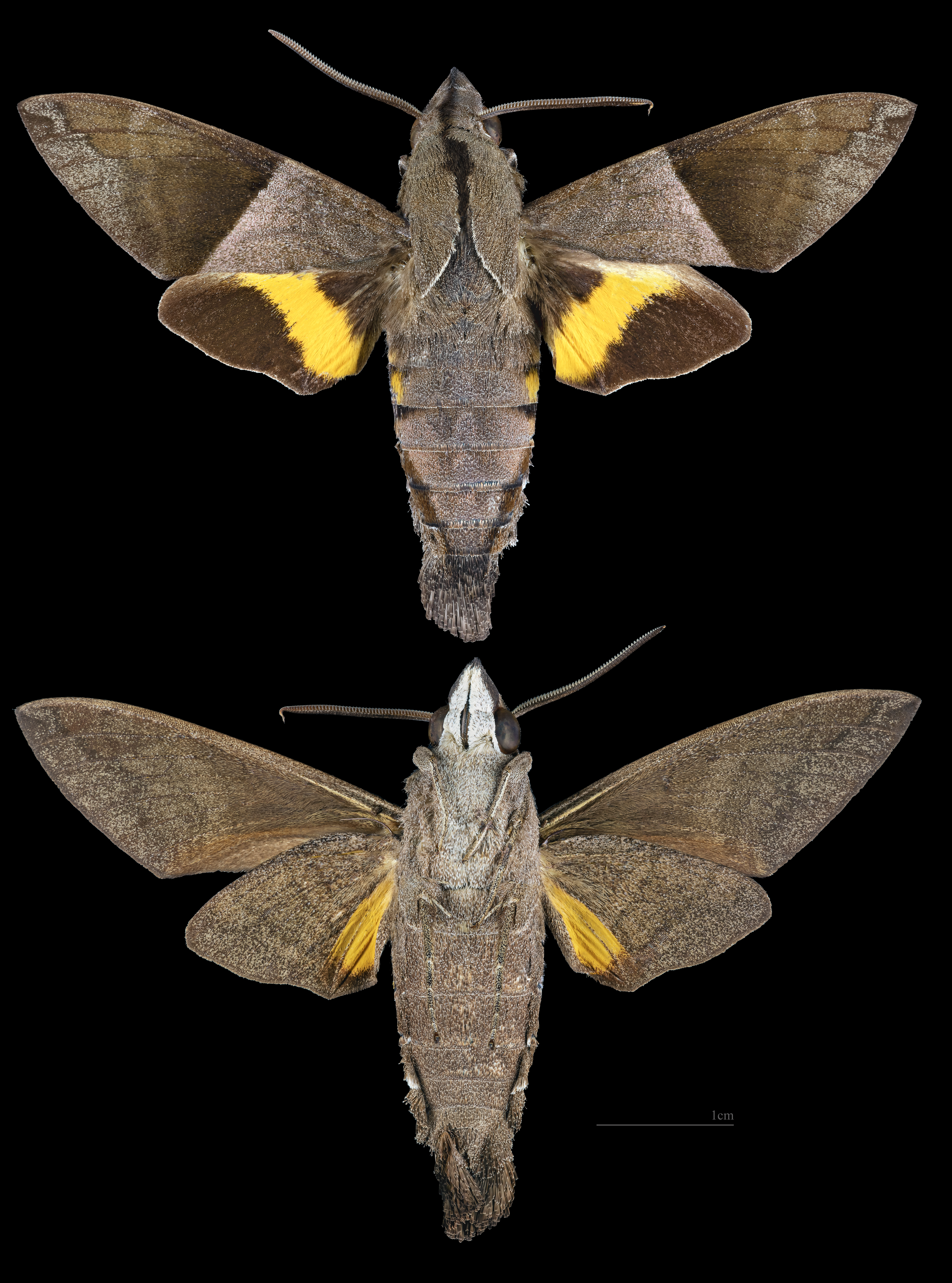
Macroglossum hemichroma
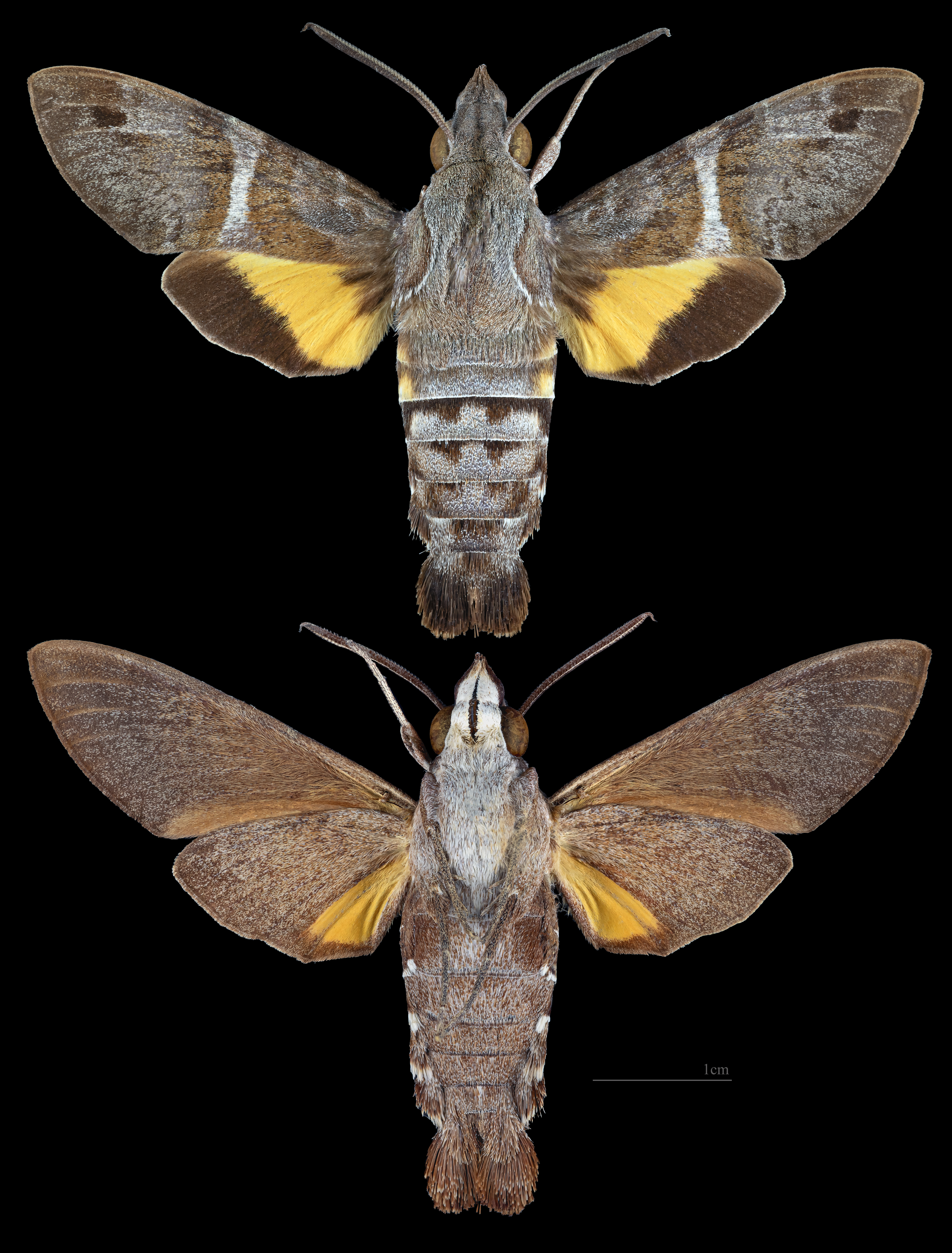
Macroglossum hirundo
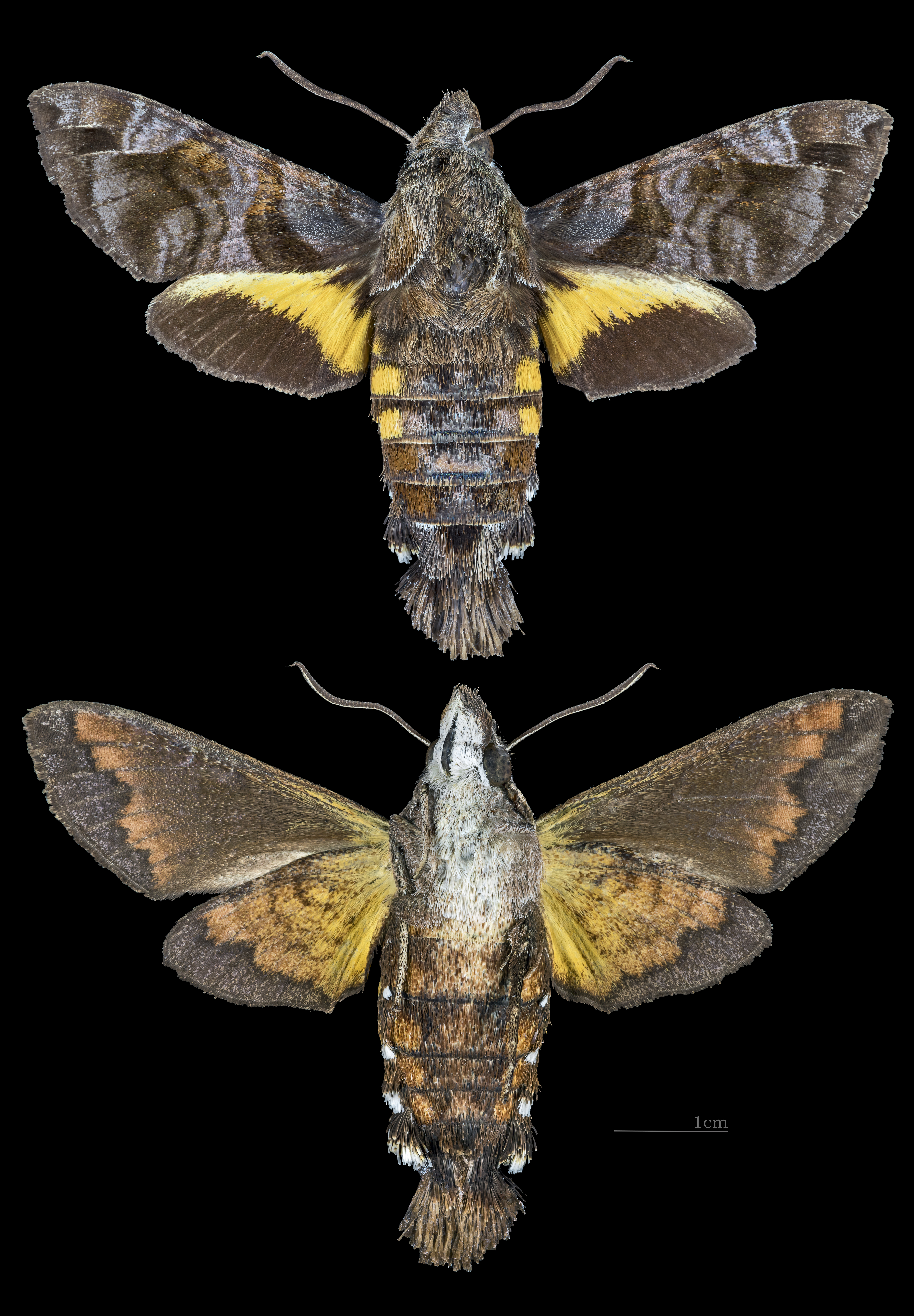
Macroglossum insipida
Macroglossum kitchingi
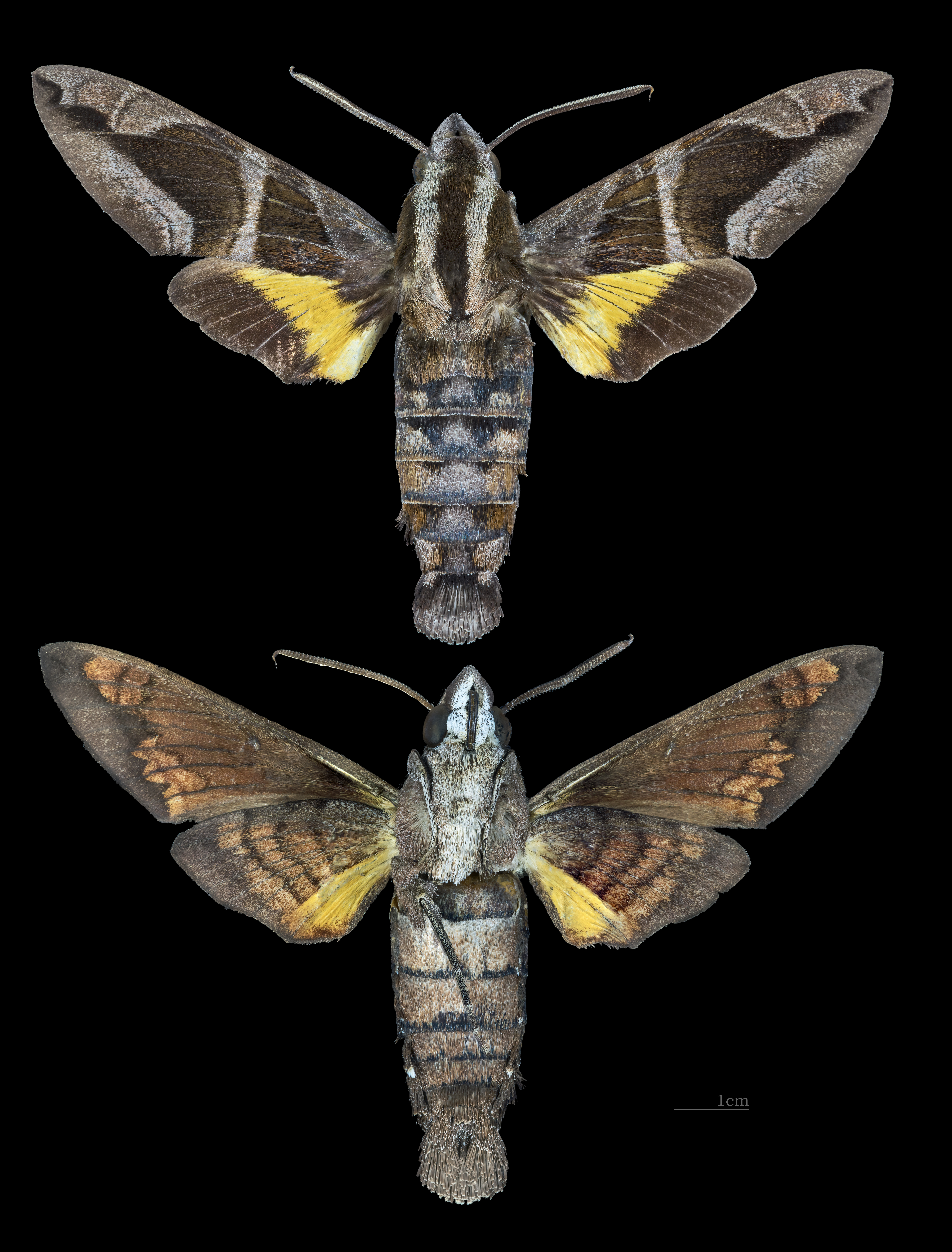
Macroglossum mitchelli
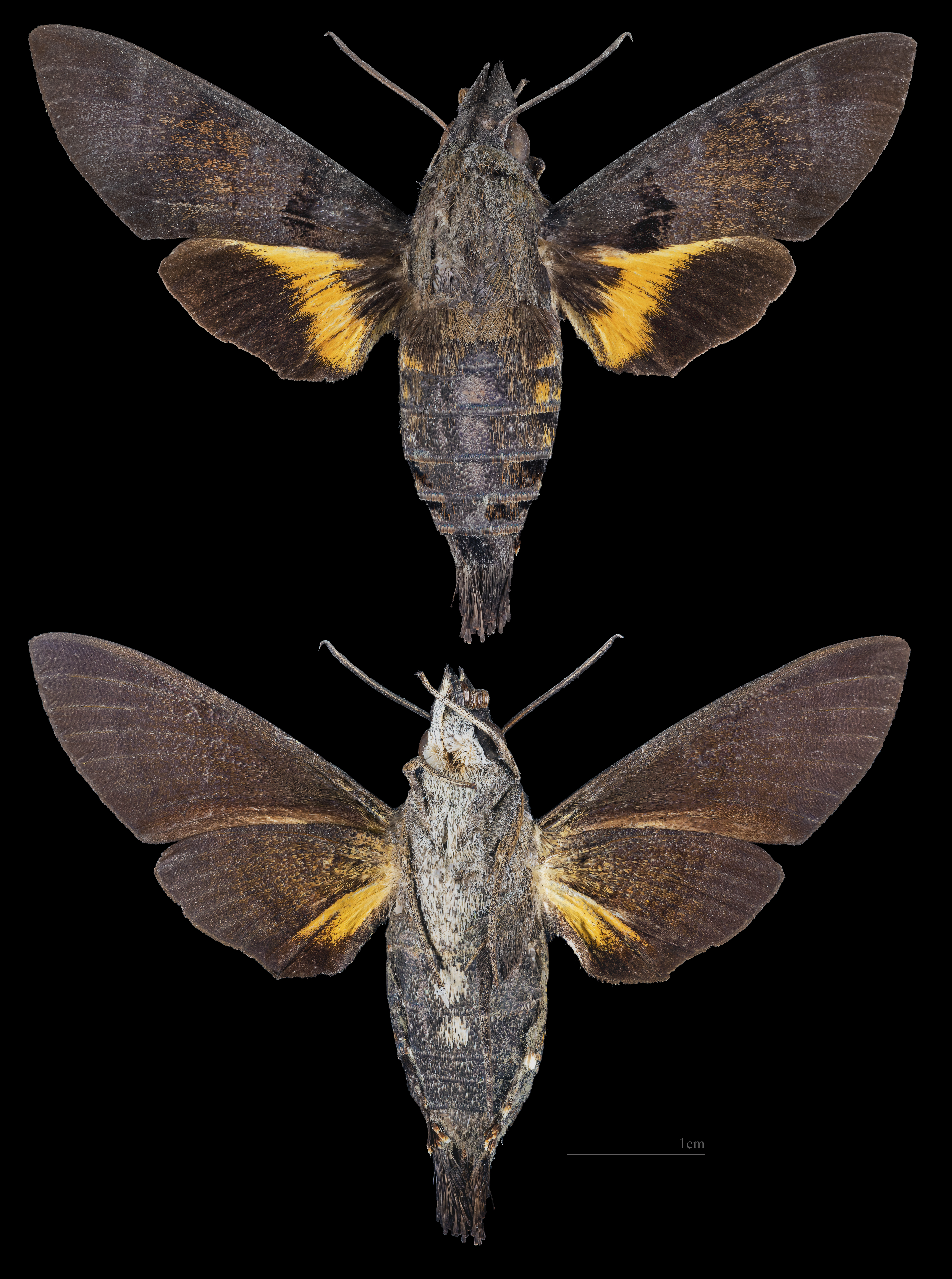
Macroglossum nigellum
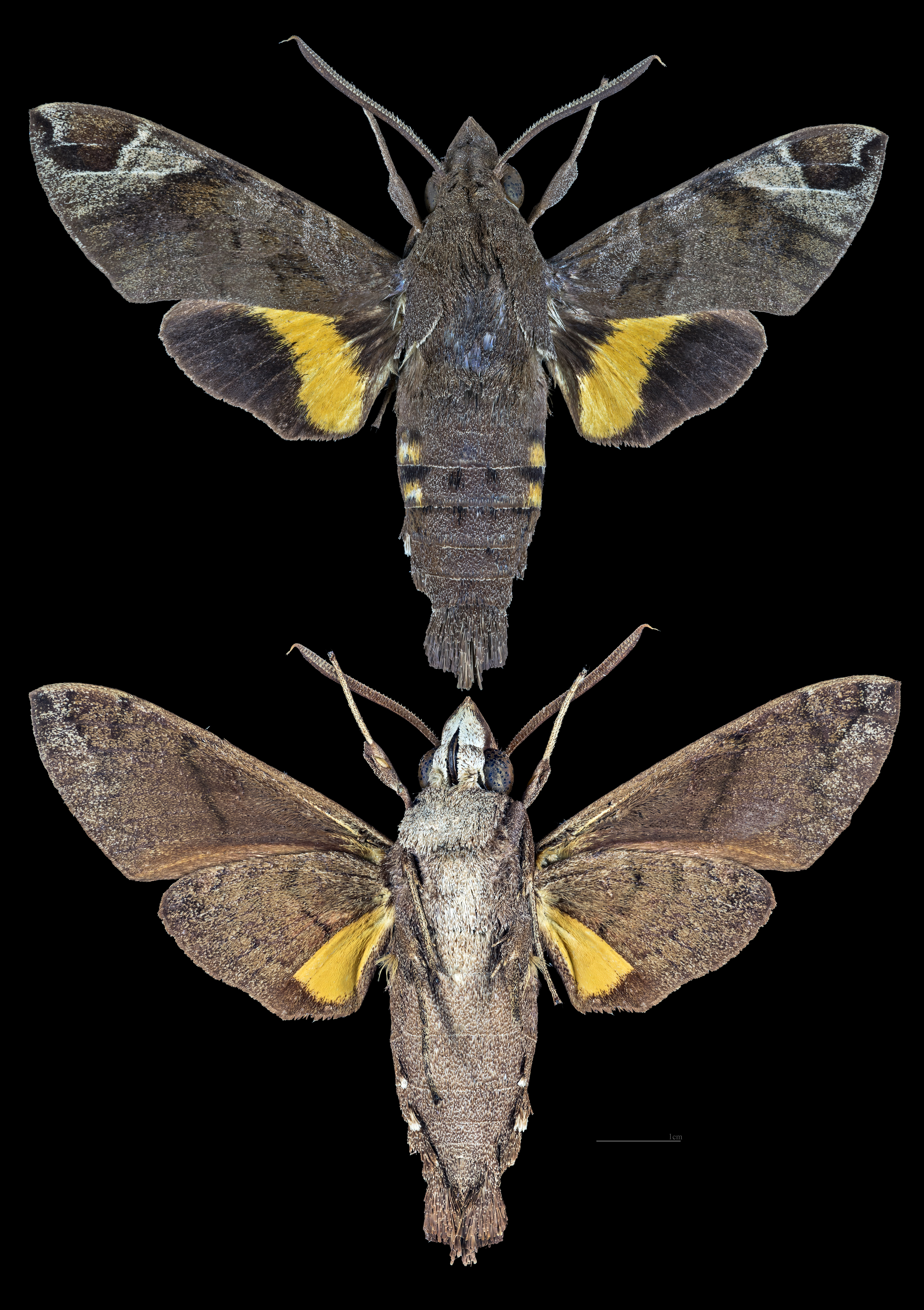
Macroglossum nubilum
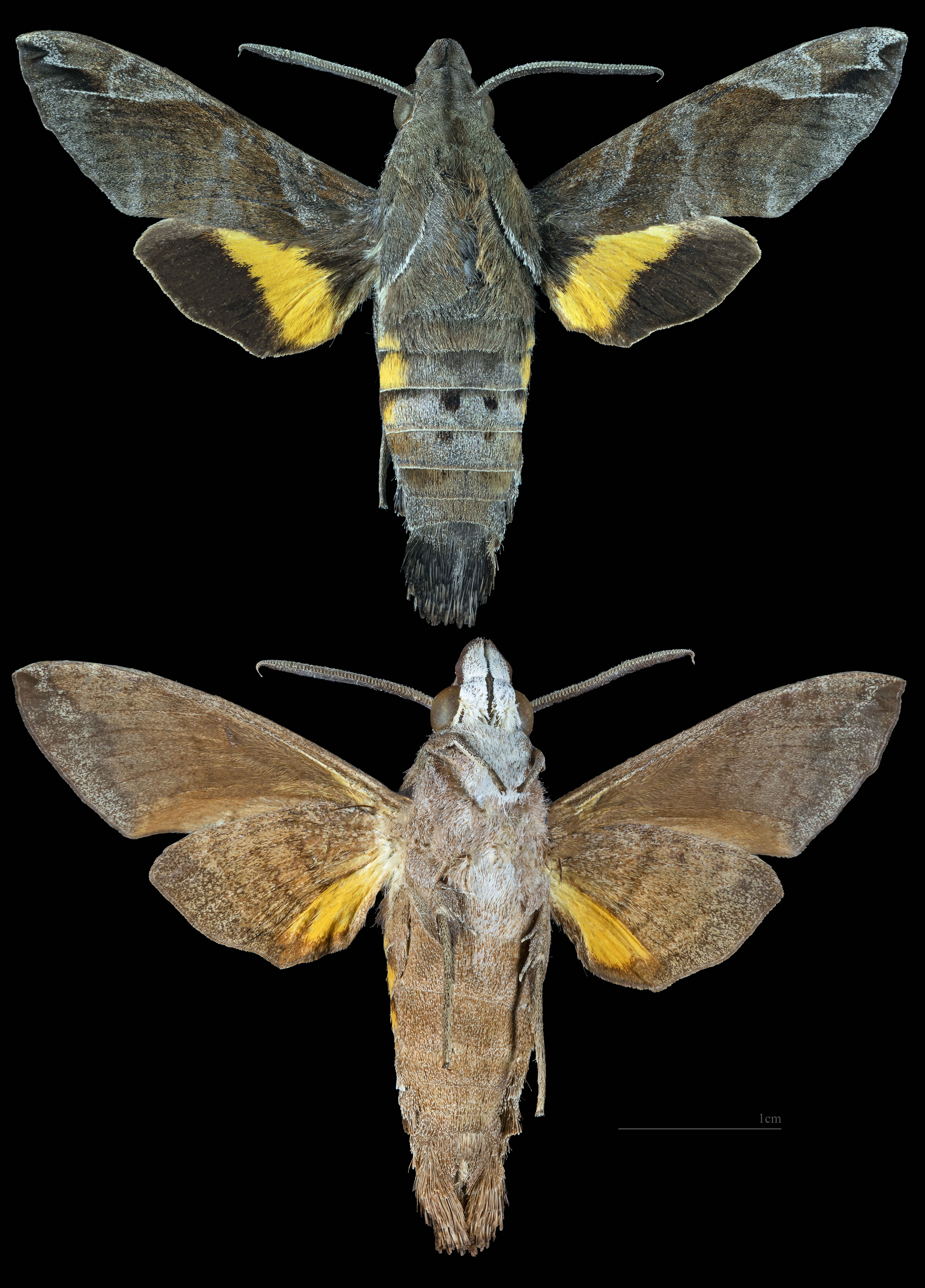
Macroglossum prometheus
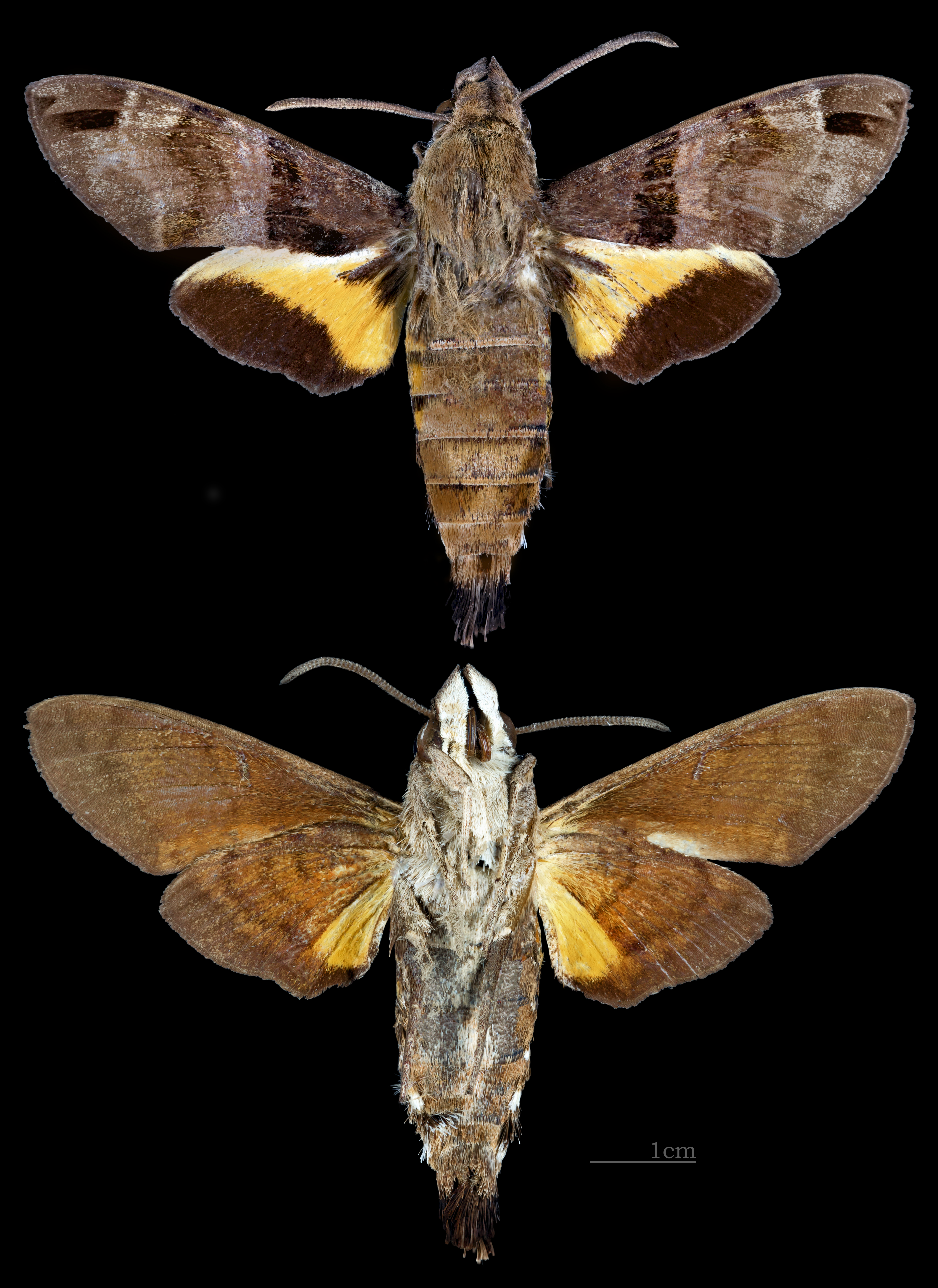
Macroglossum pyrrhosticta
Macroglossum reithi
Macroglossum semifasciata
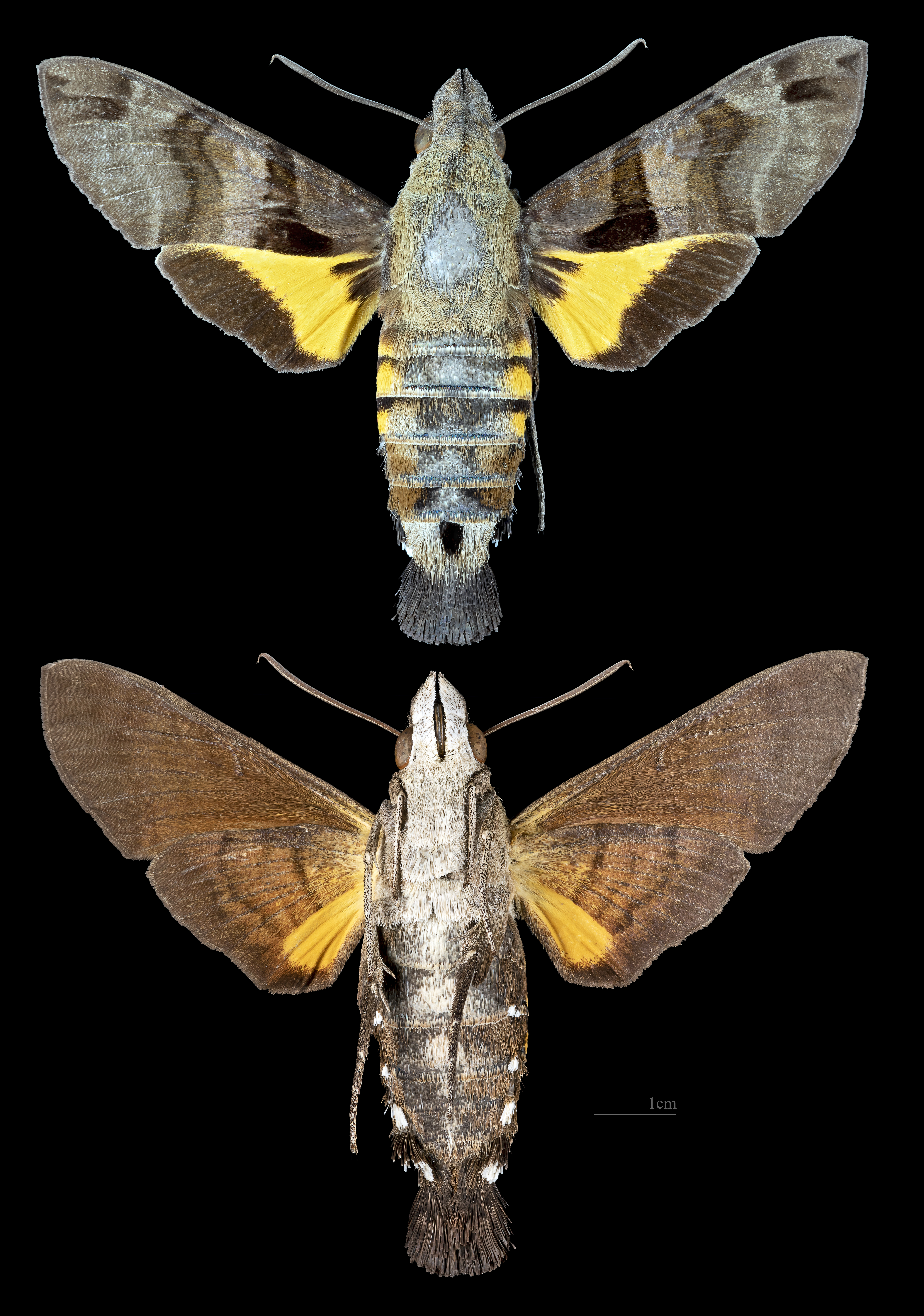
Macroglossum sitiene
Macroglossum stellatarum
Macroglossum sylvia
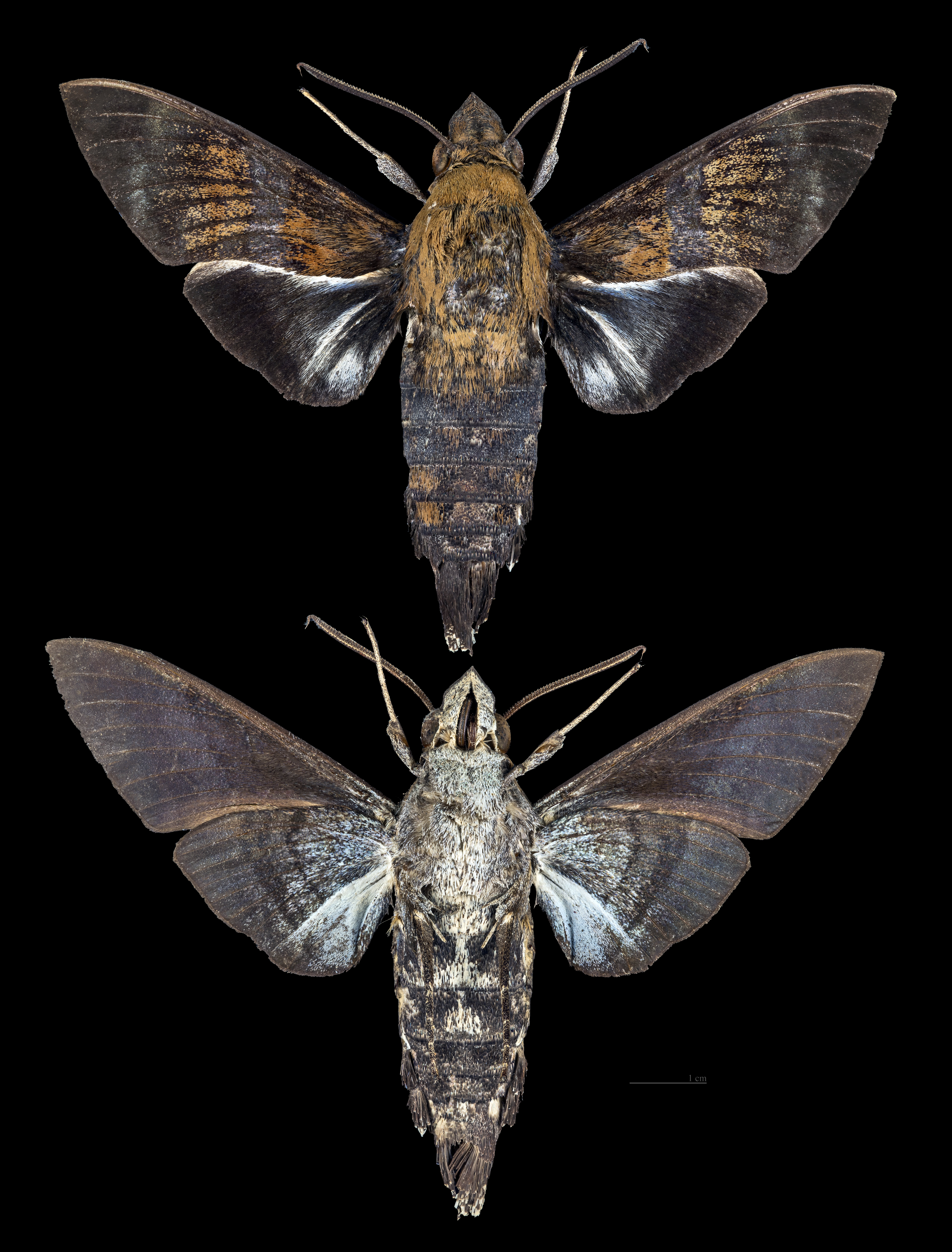
Macroglossum tenebrosa
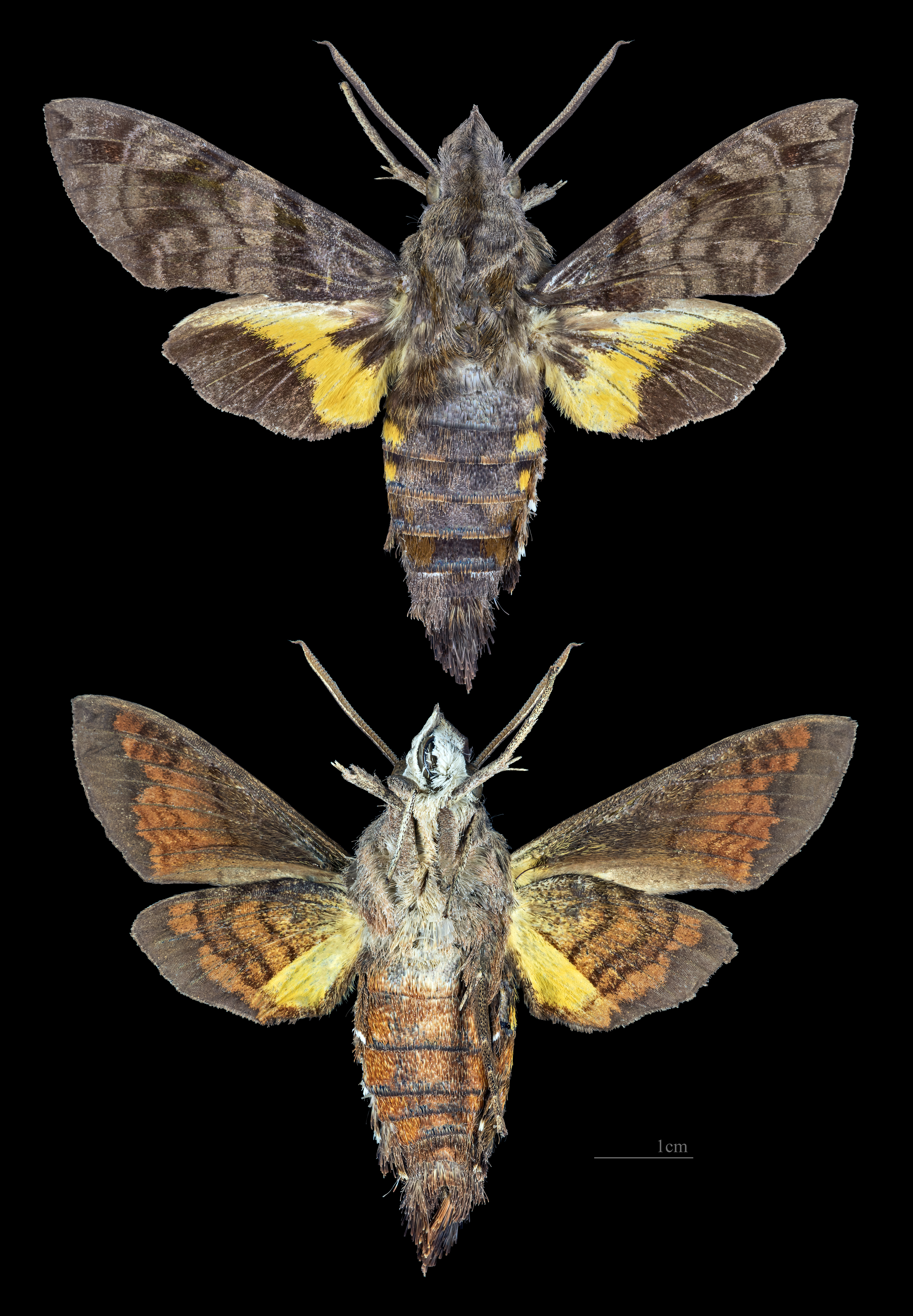
Macroglossum ungues